# هايلي بار
هايلي بار (بالإنجليزية: Hayley Barr)‏ هي ممثلة أمريكية، ولدت في 27 أبريل 1971.

## وصلات خارجية
- هايلي بار على موقع IMDb (الإنجليزية)